# دای فوجیموتو
دای فوجیموتو (انگلیسی: Dai Fujimoto؛ زادهٔ ۲ مهٔ ۱۹۹۰) بازیکن فوتبال اهل ژاپن است.